# H.120
H.120 byl prvním standardem pro digitální videokompresi. Byl vyvinut v rámci evropského výzkumného projektu COST 211 a publikován CCITT (dnes ITU-T) v roce 1984, s revizí v roce 1988, která zahrnovala příspěvky navržené jinými organizacemi. 

## Vývoj
- Verze 1 (1984) obsahovala techniky jako podmíněné doplňování, rozdílové PCM (DPCM), skalární kvantování, kódování s proměnlivou délkou a vzorkování.
- Verze 2 (1988) přinesla novinky v podobě pohybové kompenzace a predikce pozadí.
- Verze 3 (1993) byla vydána poté, co byla zřízena ITU-T jako nástupce předchozí standardizační organizace CCITT, bez dalšího technického rozšíření.

## Specifikace
Podpora videa ve formátu 525 řádků, 1544 kbit/s, 25 snímků za sekundu (NTSC) nebo 625 řádků, 2048 kbit/s a 29,97 snímků za sekundu (PAL).
320 vzorků na řádek, z toho 265 aktivních vzorků. Kvantizace vzorků na 8 bitů. Úroveň černé je definována hodnotou 16 a úroveň bílé hodnotou 239. Systém korekcí chyb pomocí použití BCH kódu.

## Využití
Standard nebyl komerčně úspěšný a ukázal se jako nepoužitelný pro praktické účely, protože video zakódované podle něj nedosahovalo přijatelné kvality. Nicméně tento standard poskytl důležité poznatky, které vedly k vývoji jeho praktických následovníků. 
Algoritmus DPCM, který byl použit v H.120, nebyl efektivní pro video kódování, protože pracoval na úrovni jednotlivých pixelů. Dosáhnutí významné redukce datového toku vyžadovalo snížení rozlišení a kvantizace rozdílů mezi pixely byla hrubá. Výzkumníci si uvědomili, že k dosažení vyšší kvality videa při dodržení cílového datového toku je nutné kódovat průměrně méně než jedním bitem na každý pixel. To by vyžadovalo, aby byly pixely kódovány ve skupinách. Během pozdních 80. let začaly některé společnosti experimentovat s kódováním pomocí diskrétní kosinové transformace (DCT), což je mnohem efektivnější forma komprese. Později byl tento algoritmus použit ve standardu H.261, prvním prakticky využívaném standardu.